# Piper asterocarpum
Piper asterocarpum är en pepparväxtart som beskrevs av William Trelease. Piper asterocarpum ingår i släktet Piper och familjen pepparväxter. Inga underarter finns listade i Catalogue of Life.